# Elecciones generales de Bolivia de 2020
Las elecciones generales de Bolivia de 2020 se realizaron el 18 de octubre, para elegir al presidente, vicepresidente, senadores y diputados de Bolivia. Fueron anunciadas por el expresidente Evo Morales el 10 de noviembre de 2019 horas antes de su renuncia. Las elecciones estaban previstas para celebrarse el 3 de mayo en principio, pero la pandemia de COVID-19 en Bolivia obligó a aplazar hasta la fecha actual.
El anuncio de nuevas elecciones por el expresidente Morales, fue ratificado por la presidenta interina Jeanine Áñez el 20 de noviembre de 2019 mediante un proyecto de ley, tanto para llamar a elecciones como para renovar por completo el Tribunal Supremo Electoral (TSE).
La fecha inicialmente prevista para estas elecciones era el domingo 3 de mayo de 2020. El TSE aplazó por 14 días el calendario electoral, creando una fecha provisional de las elecciones el domingo 17 de mayo como medida para salvaguardar la salud de la población por dicha pandemia. Posteriormente, el TSE postergó la fecha para el 6 de septiembre en un acuerdo entre los partidos participantes, y un último aplazamiento fijó las elecciones para el 18 de octubre.
Como presidente de Bolivia resultó elegido en primera vuelta Luis Arce, del Movimiento al Socialismo (MAS), quien obtuvo 55,11 % de los votos. De igual manera, el Movimiento al Socialismo reafirmo su victoria, logrando el 54,73 % de los votos en la cámara de senadores y diputados plurinominales y el 53,72 % de los votos para diputados uninominales.

## Contexto
Las protestas en Bolivia iniciadas a mediados de octubre de 2019 tuvieron entre sus demandas la realización de nuevas elecciones ante los resultados de las celebradas en el mismo octubre del mismo año. El 25 de octubre, el opositor y excandidato a la presidencia Carlos Mesa, al no estar conforme con los resultados, afirmó que no reconocía las elecciones de 2019, aunque posteriormente solicitó una segunda vuelta electoral después de que la Organización de Estados Americanos alegara la existencia de indicios de fraude electoral en las elecciones generales de Bolivia de 2019 y tras un mes de protestas protagonizados por algunos sectores del país.
Paralelamente un sector de la población, fuerzas políticas opositoras y del propio Estado, como las fuerzas armadas y la policía nacional "sugirieron" a Morales dimitir de su cargo para pacificar el país. Ese mismo día en horas posteriores Morales presenta su renuncia acusando de que se prepara un golpe de Estado en su contra.
El 10 de noviembre Evo Morales llama a realizar nuevas elecciones, pero sin renunciar a su gestión:

Convocar a nuevas elecciones nacionales que mediante el voto permita al pueblo boliviano a elegir democráticamente a sus nuevas autoridades incorporando a nuevos actores políticos [...] Yo tengo un rol constitucional, termino mi gestión el 21 de enero del próximo año, quienes insinúan (la renuncia) están con golpe de estado.

Dicha acción fue apoyada por el Grupo de Puebla, un foro que aglutina a personalidades de izquierda.
El 11 de noviembre, Luis Fernando Camacho, dirigente del Comité Cívico de Santa Cruz, se sumó a los pedidos de nuevas elecciones antes de que el «Congreso pudiera hacer algo», en referencia a la mayoría oficialista del Movimiento al Socialismo en la Asamblea Legislativa Plurinacional.
El gobierno interino de Jeanine Áñez aseguró la realización de las nuevas elecciones, pero sin acordar la fecha exacta. Añez mencionó que no es definitivo el plazo del 22 de enero de 2020 porque no reconoce la recomposición del parlamento dominado por el Movimiento al Socialismo y asegura que intentaría impugnar su renovación. El gobierno interino también anunció que ni Evo Morales, ni Álvaro García Linera, podrán postular para una reelección en 2020, por romper las reglas de no hacer comentarios relacionados con la situación presidencial según los postulados del asilo político:

Decirle al MAS (Movimiento al Socialismo) que tienen todo el derecho a participar en las elecciones y que vayan buscando candidato. Evo y Álvaro no están habilitados para un cuarto mandato.

Posteriormente el 21 de noviembre, el MAS anunciaría en una entrevista con el canal de televisión local Unitel, en la que el legislador del partido (quien funge como vicepresidente de la Cámara de Diputados de Bolivia), Henry Cabrera menciona:

El Movimiento al Socialismo tendrá otro candidato a presidente.

Según la Organización de Estados Americanos (OEA), en las elecciones de 2019 existieron irregularidades y se tenían que llevar a cabo nuevas elecciones con un nuevo órgano electoral, a este pedido se sumaron Estados Unidos, Colombia y Perú.

## Preparativos

### 2019
- 15 de noviembre: la OEA acordó con el gobierno interino enviar una misión de observación.[32] Ante el llamado a elecciones realizado por la presidenta Jeanine Áñez, el expresidente Evo Morales dijo que respetará la constitución y en caso de volver a Bolivia, expresó que «no tiene ningún problema, en no participar en las nuevas elecciones».[33]

- 16 de noviembre: el entonces ministro de la presidencia, Jerjes Justiniano Atalá, estimó que las nuevas elecciones generales en el país se celebrarán a mediados de marzo, después de que se haya establecido un plazo para la elección de las personas que conformarán el Tribunal Supremo Electoral (TSE).[21]

- 17 de noviembre: la Asamblea Legislativa Plurinacional, expresó que el martes 19 del mismo año iniciarían debates sobre la convocatoria del gobierno interino.[34]

- 18 de noviembre: El gobierno de Jeanine Áñez anunció que tenía dentro de sus opciones convocar a nuevas elecciones por decreto supremo si no hubiese tenido apoyo por parte de la Asamblea Legislativa Plurinacional.[35] Si en caso se llega a esta decisión, sería la segunda vez que se proclama a elecciones desde el presidente Eduardo Rodríguez Veltzé (2005-2006).[35]

- 29 de noviembre: el gobierno de Jeanine Áñez aseguró que las elecciones se realizarán,[28] pero sin una fecha definida, así mismo anunciaron que en dichos comicios,[28] no podrá participar el expresidente Morales.[36]

- 5 de diciembre: la presidenta Jeanine Áñez, afirmó que no será candidata, así como tampoco hará política por algún candidato presidencial.[37]

- 29 de diciembre: el TSE prevé el mes de junio, como la posible fecha para las elecciones presidenciales, debido el poco tiempo para realizar el calendario electoral así como la falta de infraestructura de varios órganos departamentales que limitan su organización.[38]

### 2020
- 3 de enero: el TSE fijó la fecha de las elecciones para el domingo 3 de mayo.[39]

- 3 de febrero: el TSE cierra las inscripciones de los candidatos para las elecciones generales. Se consolidan 8 candidaturas a la presidencia.[40]

- 21 de marzo: debido a la pandemia del Covid-19 y con el anuncio de casos confirmados en Bolivia, el TSE decidió postergar las elecciones generales por 14 días en el calendario electoral, luego de la determinación de cuarentena total, por parte de la presidenta Jeanine Añez.[41]

## Sistema electoral
El presidente es elegido por circunscripción nacional. En el caso de que ningún candidato presidencial alcance más del 50% de los votos válidamente emitidos; o un mínimo del 40%, con una diferencia del 10% frente a la segunda candidatura más votada se realizará una segunda vuelta electoral.
Para el Senado se elegirán 4 escaños por cada circunscripción departamental, sumando 36 en total. Se emplea el sistema proporcional.
Para la Cámara de Diputados se elegirán en 9 circunscripciones departamentales distribuidas en escaños uninominales, plurinominales y especiales. En cada departamento se asignan escaños plurinominales a través del sistema proporcional.
En cada circunscripción uninominal se elegirá por simple mayoría de sufragio, en caso de empate se realizará una segunda ronda. En los escaños especiales será por simple mayoría de votos válidos con segunda ronda en caso de empate.
También serán elegidos en circunscripciones departamentales 9 representantes titulares del Estado Plurinacional de Bolivia ante organismos parlamentarios supraestatales, uno por cada departamento. 
| Circunscripción | Diputados    | Diputados      | Diputados | Diputados | Composición |
| Circunscripción | Uninominales | Plurinominales | Especial  | Total     | Composición |
| --------------- | ------------ | -------------- | --------- | --------- | ----------- |
| La Paz          | 14           | 14             | 1         | 29        |             |
| Santa Cruz      | 14           | 13             | 1         | 28        |             |
| Cochabamba      | 9            | 9              | 1         | 19        |             |
| Potosí          | 7            | 6              | 0         | 13        |             |
| Chuquisaca      | 5            | 5              | 0         | 10        |             |
| Oruro           | 4            | 4              | 1         | 9         |             |
| Tarija          | 4            | 4              | 1         | 9         |             |
| Beni            | 4            | 3              | 1         | 8         |             |
| Pando           | 2            | 2              | 1         | 5         |             |
| Total           | 63           | 60             | 7         | 130       |             |

| Circunscripción | Senadores | Composición |
| --------------- | --------- | ----------- |
| La Paz          | 4         |             |
| Santa Cruz      | 4         |             |
| Cochabamba      | 4         |             |
| Potosí          | 4         |             |
| Chuquisaca      | 4         |             |
| Oruro           | 4         |             |
| Tarija          | 4         |             |
| Beni            | 4         |             |
| Pando           | 4         |             |
| Total           | 36        |             |

## Organización y cronograma electoral
| Fecha               | Evento                                                                           |
| ------------------- | -------------------------------------------------------------------------------- |
| 18 de enero         | Inicio de empadronamiento biometrico de nuevos ciudadanos electores              |
| 24 de enero         | Presentación de alianzas políticas                                               |
| 26 de enero         | Cierre de empadronamiento biometrico de nuevos ciudadanos electores              |
| 3 de febrero        | Inscripción de candidatos y presentación de partidos políticos                   |
| 3 de febrero        | Inicio de campaña electoral                                                      |
| 19 de febrero       | Sorteo de franjas en la papeleta electoral                                       |
| 18 de septiembre    | Sorteo de jurados electorales                                                    |
| 15 de octubre       | Cierre de campaña electoral                                                      |
| 18 de octubre       | Elecciones generales de Bolivia de 2020                                          |
| 18 de octubre       | Difusión de resultados                                                           |
| 18 al 23 de octubre | Publicación de resultados oficiales                                              |
| 27 al 28 octubre    | Entrega de credenciales a autoridades electas                                    |
| 4 de noviembre      | Posesión de los senadores y diputados del Estado Plurinacional de Bolivia        |
| 8 de noviembre      | Posesión del presidente y del vicepresidente del Estado Plurinacional de Bolivia |
| 1. 2. 3. 4. 5.      |                                                                                  |

## Partidos y alianzas habilitadas
| Partido | Partido                                                                         | Alianza                                | Alianza                                | Candidato(a) presidencial (partido) |
| ------- | ------------------------------------------------------------------------------- | -------------------------------------- | -------------------------------------- | ----------------------------------- |
|         | Unidad Cívica Solidaridad                                                       |                                        | Creemos                                | Luis Fernando Camacho (Ind.)        |
|         | Partido Demócrata Cristiano                                                     |                                        | Creemos                                | Luis Fernando Camacho (Ind.)        |
|         | Seguridad, Orden y Libertad                                                     |                                        | Creemos                                | Luis Fernando Camacho (Ind.)        |
|         | Libertad y Democracia Renovadora                                                |                                        | Creemos                                | Luis Fernando Camacho (Ind.)        |
|         | Movimiento de Organización Popular                                              |                                        | Creemos                                | Luis Fernando Camacho (Ind.)        |
|         | Fuerza Kochala                                                                  |                                        | Creemos                                | Luis Fernando Camacho (Ind.)        |
|         | Columna de Integración                                                          | Apoyo político a Luis Fernando Camacho | Apoyo político a Luis Fernando Camacho | Luis Fernando Camacho (Ind.)        |
|         | Movimiento al Socialismo - Instrumento Político por la Soberanía de los Pueblos |                                        |                                        | Luis Arce (MAS-IPSP)                |
|         | Frente Para la Victoria                                                         |                                        |                                        | Chi Hyun Chung (Ind.)               |
|         | Partido de Acción Nacional Boliviano                                            |                                        |                                        | Feliciano Mamani (PAN-BOL)          |
|         | Frente Revolucionario de Izquierda                                              |                                        | Comunidad Ciudadana                    | Carlos Mesa (FRI)                   |
|         | Chuquisaca Somos Todos                                                          |                                        | Comunidad Ciudadana                    | Carlos Mesa (FRI)                   |
|         | Agrupación Ciudadana Jesús Lara                                                 |                                        | Comunidad Ciudadana                    | Carlos Mesa (FRI)                   |
|         | Primero la Gente                                                                |                                        | Comunidad Ciudadana                    | Carlos Mesa (FRI)                   |
|         | Construyendo Futuro                                                             |                                        | Comunidad Ciudadana                    | Carlos Mesa (FRI)                   |
|         | Frente de Unidad Nacional                                                       | Apoyo político a Carlos Mesa           | Apoyo político a Carlos Mesa           | Carlos Mesa (FRI)                   |
|         | Soberanía y Libertad para Bolivia                                               | Apoyo político a Carlos Mesa           | Apoyo político a Carlos Mesa           | Carlos Mesa (FRI)                   |
|         | Movimiento Demócrata Social                                                     | Apoyo político a Carlos Mesa           | Apoyo político a Carlos Mesa           | Carlos Mesa (FRI)                   |
|         | Bolivia Somos Todos                                                             | Apoyo político a Carlos Mesa           | Apoyo político a Carlos Mesa           | Carlos Mesa (FRI)                   |
|         | Acción Democrática Nacionalista                                                 | Participo sin candidato                | Participo sin candidato                |                                     |
|         | Movimiento Nacionalista Revolucionario                                          | No participa                           | No participa                           | Sin candidato                       |
|         | Movimiento por la Soberanía                                                     | No participa                           | No participa                           | Sin candidato                       |
|         | Vamos Cochabamba                                                                | No participa                           | No participa                           | Sin candidato                       |
|         | Unidos para Renovar                                                             | No participa                           | No participa                           | Sin candidato                       |
|         | Alianza Solidaria Popular                                                       | No participa                           | No participa                           | Sin candidato                       |
|         | Movimiento Tercer Sistema                                                       | No participa                           | No participa                           | Sin candidato                       |
|         | Camino Democrático para el Cambio                                               | No participa                           | No participa                           | Sin candidato                       |
|         | Nacionalidades Autónomas por el Cambio y el Empoderamiento Revolucionario       | No participa                           | No participa                           | Sin candidato                       |
|         | Participación Popular                                                           | No participa                           | No participa                           | Sin candidato                       |
|         | Tarija Para Todos                                                               | No participa                           | No participa                           | Sin candidato                       |
|         | Unidos por la Llajta                                                            | No participa                           | No participa                           | Sin candidato                       |

## Precandidatos
Los siguientes ciudadanos han hecho oficial su intención de aspirar a la presidencia de Bolivia en estas elecciones:
| Partido o coalición   | Acción Democrática Nacionalista | Comunidad Ciudadana   | Movimiento Nacionalista Revolucionario | Frente Para la Victoria | Juntos        | Libre21   | Movimiento al Socialismo | Movimiento Tercer Sistema | Partido de Acción Nacional Boliviano | Partido Demócrata Cristiano |
| --------------------- | ------------------------------- | --------------------- | -------------------------------------- | ----------------------- | ------------- | --------- | ------------------------ | ------------------------- | ------------------------------------ | --------------------------- |
| Partido o coalición   | Candidatos                      |                       |                                        |                         |               |           |                          |                           |                                      |                             |
| María de la Cruz Bayá | Carlos Mesa                     | Luis Fernando Camacho | Israel Franklin Rodríguez              | Jeanine Áñez            | Jorge Quiroga | Luis Arce | Félix Patzi              | Ruth Nina                 | Chi Hyun Chung                       |                             |

## Candidatos oficiales
Las siguientes alianzas y/o partidos oficializaron su participación y contaron con sus candidatos a la presidencia y vicepresidencia de Bolivia en estas elecciones. Por otro lado las alianzas: Juntos (de Jeanine Áñez) y Libre 21 (de Jorge Quiroga) figuraron en la papeleta electoral, pero retiraron su participación en estos comicios; mientras que el partido ADN participó sin candidato, tras la declinación de la candidatura de María de la Cruz Bayá.

### Movimiento al Socialismo
|                                                            |                                  |
|                                                            |                                  |
| Luis Arce                                                  | David Choquehuanca               |
| para presidente                                            | para vicepresidente              |
| {{{descripción}}}                                          | {{{descripción}}}                |
| Ministro de Economía y Finanzas Públicas (2006-2017, 2019) | Canciller de Bolivia (2006-2017) |

### Comunidad Ciudadana
| |                                                               |
| |                                                               |
| FRI | Independiente                                                 |
| Carlos Mesa | Gustavo Pedraza                                               |
| para presidente | para vicepresidente                                           |
| {{{descripción}}} | {{{descripción}}}                                             |
| Expresidente de Bolivia (2003-2005) | Ministro de Desarrollo Sostenible y Planificación (2004-2005) |
| Representando a la alianza política Comunidad Ciudadana: - Frente Revolucionario de Izquierda (FRI) - Soberanía y Libertad para Bolivia (SOL.bo) - Chuquisaca Somos Todos (CST) - Primero la Gente (PG) - Agrupación Ciudadana Jesús Lara (JESUCA). |                                                               |

### Creemos
| |                                            |
| |                                            |
| Independientes |                                            |
| Luis Fernando Camacho | Marco Antonio Pumari                       |
| para presidente | para vicepresidente                        |
| [[File:\|110px\|alt={{{descripción}}}]] | {{{descripción}}}                          |
| Presidente del Comité Cívico Pro-Santa Cruz (2019) | Líder cívico-sindical y político boliviano |
| Representando a la alianza política Creemos: - Unidad Cívica Solidaridad - Partido Demócrata Cristiano - Seguridad, Orden y Libertad (SOL) - Libertad y Democracia Renovadora (LDR) - Movimiento de Organización Popular (MOP) - Fuerza Kochala |                                            |

### Frente para la Victoria
|                                        |                     |
|                                        |                     |
| Independientes                         |                     |
| Chi Hyun Chung                         | Salvador Pinto      |
| para presidente                        | para vicepresidente |
| [[File:\|90px\|alt={{{descripción}}}]] | {{{descripción}}}   |
| Médico, empresario y pastor evangélico | Economista          |

### PAN-BOL
| Feliciano Mamani                      | Ruth Nina                       |
| ------------------------------------- | ------------------------------- |
| para presidente                       | para vicepresidente             |
| {{{descripción}}}                     | {{{descripción}}}               |
| Minero, dirigente sindical y político | Abogada, política y comerciante |
|                                       |                                 |

| Partido o coalición | Movimiento al Socialismo       | Comunidad Ciudadana | Creemos               | Frente Para la Victoria | Partido de Acción Nacional Boliviano     |
| ------------------- | ------------------------------ | ------------------- | --------------------- | ----------------------- | ---------------------------------------- |
| Partido o coalición |                                |                     |                       |                         |                                          |
| Partido o coalición |                                |                     |                       |                         |                                          |
| Candidatos          |                                |                     |                       |                         |                                          |
| Presidente          | Luis Arce                      | Carlos Mesa         | Luis Fernando Camacho | Chi Hyun Chung          | Feliciano Mamani                         |
| Vicepresidente      | David Choquehuanca             | Gustavo Pedraza     | Marco Antonio Pumari  | Salvador Pinto          | Ruth Nina                                |
| Lema                | Lucho y David: Un Solo Corazón | Primero la Gente    | Creo en Vos           | Chi Puede               | Pan para Bolivia/ Bolivia con Vida Plena |

## Debates presidenciales

### Primer debate
El 3 de octubre de 2020 se llevó a cabo por primera vez el "Debate Presidencial 2020", el cual fue organizado por la Federación de Asociaciones Municipales de Bolivia (FAM-Bolivia) y la Confederación Universitaria Boliviana (CUB), en donde los 7 candidatos a la Presidencia de Bolivia tuvieron la oportunidad de  demostrar sus planes de gobierno y sus propuestas ante toda la población boliviana. Cabe recordar que dicho debate fue histórico en el país, ya que después de 18 años  (desde 2002) que no se realizaba un debate presidencial en Bolivia y en donde se encontraron frente a frente y por primera vez los 7 candidatos a la Presidencia de Bolivia que asistieron (Luis Arce Catacora, Carlos Mesa Gisbert, Luis Fernando Camacho, Chi Hyun Chung, Jorge Tuto Quiroga, María de la Cruz Bayá y Feliciano Mamani). El primer debate fue conducido por la periodista cochabambina Ninozka Crespo Molina.

### Segundo debate
El 4 de octubre de 2020 se llevó a cabo el segundo "Debate Presidencial 2020" en la ciudad de La Paz y el cual fue organizado por la Asociación Nacional de Periodistas de Bolivia (ANPB), la Confederación de Empresarios Privados de Bolivia (CEPB), la Universidad Mayor de San Andrés (UMSA) y la Fundación Jubileo además de otros 80 medios de comunicación entre televisivos, radiales y prensa escrita. Al igual que en el anterior debate, los candidatos a la Presidencia de Bolivia también tuvieron la oportunidad de presentar sus planes de gobierno y sus propuestas ante toda la población boliviana. El debate fue conducido por la periodista cochabambina Myriam Claros Pardo y por el periodista cruceño Tuffi Aré Vasquéz. No todos los candidatos estuvieron presentes, ya que Luis Arce Catacora y Luis Fernando Camacho decidieron no asistir a este segundo debate.
| Medio de comunicación y fecha                                                                                | Lugar  | Moderador/es                    | P Presente A Ausente NI No invitado | P Presente A Ausente NI No invitado | P Presente A Ausente NI No invitado | P Presente A Ausente NI No invitado | P Presente A Ausente NI No invitado | P Presente A Ausente NI No invitado | P Presente A Ausente NI No invitado |
| Medio de comunicación y fecha                                                                                | Lugar  | Moderador/es                    | Arce                                | Mesa                                | Camacho                             | Chi                                 | Quiroga                             | Bayá                                | Mamani                              |
| --- | ------ | ------------------------------- | ----------------------------------- | ----------------------------------- | ----------------------------------- | ----------------------------------- | ----------------------------------- | ----------------------------------- | ----------------------------------- |
| Medio de comunicación y fecha                                                                                | Lugar  | Moderador/es                    |                                     |                                     |                                     |                                     |                                     |                                     |                                     |
| Federación de Asociaciones Municipales de Bolivia-Confederación Universitaria Boliviana 3 de octubre de 2020 | La Paz | Ninozka Crespo                  | P                                   | P                                   | P                                   | P                                   | P                                   | P                                   | P                                   |
| Asociación Nacional de Periodistas de Bolivia 4 de octubre de 2020                                           | La Paz | Myriam Claros Tuffi Aré Vasquéz | A                                   | P                                   | A                                   | P                                   | P                                   | P                                   | P                                   |

## Resultados preliminares
Los resultados preliminares no oficiales publicados por dos empresas de estudio y muestra sin valor legal son los siguientes:
|  | 52,40 % |

|  | 53,00 % |

|  | 31,50 % |

|  | 30,80 % |

|  | 14,10 % |

|  | 14,10 % |

|  | 1,60 % |

|  | 1,60 % |

|  | 0,40 % |

|  | 0,50 % |

|  | 95,00 % |

|  | 100,00 % |

## Resultados oficiales
Los resultados oficiales publicados por el Órgano Electoral Plurinacional son los siguientesː
|  | 55,11 % |

|  | 28,83 % |

|  | 14,00 % |

|  | 1,55 % |

|  | 0,52 % |

|  | 94,99 % |

|  | 3,60 % |

|  | 1,41 % |

|  | 100 % |

|  | 88,42 % |

|  | 11,58 % |

### Resultados por departamento

#### Departamento de Chuquisaca
|  | 49,06 % |

|  | 45,99 % |

|  | 2,24 % |

|  | 2,04 % |

|  | 0,66 % |

|  | 94,99 % |

|  | 3,60 % |

|  | 1,41 % |

|  | 100 % |

|  | 87,30 % |

|  | 12,70 % |

#### Departamento de La Paz
|  | 68,36 % |

|  | 28,58 % |

|  | 1,69 % |

|  | 0,72 % |

|  | 0,65 % |

|  | 95,97 % |

|  | 2,81 % |

|  | 1,22 % |

|  | 100 % |

|  | 92,17 % |

|  | 7,83 % |

#### Departamento de Cochabamba
|  | 65,90 % |

|  | 31,68 % |

|  | 1,14 % |

|  | 1,01 % |

|  | 0,27 % |

|  | 96,63 % |

|  | 2,48 % |

|  | 0,89 % |

|  | 100 % |

|  | 90,60 % |

|  | 9,40 % |

#### Departamento de Oruro
|  | 62,94 % |

|  | 33,02 % |

|  | 2,13 % |

|  | 0,99 % |

|  | 0,93 % |

|  | 96,63 % |

|  | 2,48 % |

|  | 0,89 % |

|  | 100 % |

|  | 91,19 % |

|  | 8,81 % |

#### Departamento de Potosí
|  | 57,61 % |

|  | 35,85 % |

|  | 2,79 % |

|  | 2,56 % |

|  | 1,19 % |

|  | 92,06 % |

|  | 4,70 % |

|  | 3,24 % |

|  | 100 % |

|  | 88,00 % |

|  | 12,00 % |

#### Departamento de Tarija
|  | 50,24 % |

|  | 41,62 % |

|  | 5,35 % |

|  | 2,34 % |

|  | 0,45 % |

|  | 93,08 % |

|  | 4,78 % |

|  | 2,14 % |

|  | 100 % |

|  | 85,34 % |

|  | 14,66 % |

#### Departamento de Santa Cruz
|  | 45,07 % |

|  | 36,21 % |

|  | 17,32 % |

|  | 1,13 % |

|  | 0,26 % |

|  | 94,61 % |

|  | 4,20 % |

|  | 1,19 % |

|  | 100 % |

|  | 89,22 % |

|  | 10,78 % |

#### Departamento del Beni
|  | 39,17 % |

|  | 34,72 % |

|  | 23,70 % |

|  | 1,94 % |

|  | 0,46 % |

|  | 89,69 % |

|  | 7,84 % |

|  | 2,47 % |

|  | 100 % |

|  | 85,52 % |

|  | 14,48 % |

#### Departamento de Pando
|  | 45,80 % |

|  | 26,22 % |

|  | 25,89 % |

|  | 1,81 % |

|  | 0,28 % |

|  | 94,54 % |

|  | 3,61 % |

|  | 1,84 % |

|  | 100 % |

|  | 82,87 % |

|  | 17,13 % |

### Resultados del exterior
| País                 | Arce     | Mesa   | Camacho | Chi   | Mamani | Habilitados | Total válidos | Blancos | Nulos | Total votos | Mapa |       |     |     |   |   |     |  |
| -------------------- | -------- | ------ | ------- | ----- | ------ | ----------- | ------------- | ------- | ----- | ----------- | ---- | ----- | --- | --- | - | - | --- |  |
| País                 | Alemania | 23,56% | 74,14%  | 1,72% | 0,00%  | Habilitados | Total válidos | Blancos | Nulos | Total votos | Mapa | 0,57% | 268 | 174 | 0 | 1 | 175 |  |
| Argentina            | 88,14%   | 6,56%  | 2,15%   | 1,68% | 1,46%  | 142 568     | 84 522        | 671     | 3 253 | 88 446      |      |       |     |     |   |   |     |  |
| Austria              | 29,63%   | 66,67% | 3,70%   | 0,00% | 0,00%  | 90          | 54            | 0       | 0     | 54          |      |       |     |     |   |   |     |  |
| Bélgica              | 20,78%   | 64,29% | 12,34%  | 1,95% | 0,65%  | 226         | 154           | 0       | 4     | 158         |      |       |     |     |   |   |     |  |
| Brasil               | 86,29%   | 7,66%  | 3,33%   | 2,24% | 0,47%  | 41 682      | 26 989        | 113     | 898   | 28 000      |      |       |     |     |   |   |     |  |
| Canadá               | 26,24%   | 60,38% | 11,32%  | 1,89% | 0,00%  | 101         | 53            | 2       | 2     | 57          |      |       |     |     |   |   |     |  |
| Chile                | 36,75%   | 30,82% | 30,41%  | 1,73% | 0,29%  | 32 017      | 1 736         | 4       | 84    | 1 824       |      |       |     |     |   |   |     |  |
| China                | 13,33%   | 88,67% | 0,00%   | 0,00% | 0,00%  | 42          | 15            | 0       | 2     | 17          |      |       |     |     |   |   |     |  |
| Colombia             | 15,15%   | 76,77% | 7,07%   | 1,01% | 0,00%  | 362         | 99            | 0       | 3     | 102         |      |       |     |     |   |   |     |  |
| Corea del Sur        | 14,29%   | 78,57% | 7,14%   | 0,00% | 0,00%  | 22          | 14            | 0       | 1     | 15          |      |       |     |     |   |   |     |  |
| Costa Rica           | 8,43%    | 72,29% | 19,28%  | 0,00% | 0,00%  | 156         | 83            | 1       | 0     | 84          |      |       |     |     |   |   |     |  |
| Cuba                 | 85,31%   | 8,47%  | 2,82%   | 3,39% | 0,00%  | 344         | 177           | 1       | 4     | 182         |      |       |     |     |   |   |     |  |
| Ecuador              | 36,21%   | 51,72% | 10,34%  | 0,86% | 0,86%  | 207         | 116           | 0       | 3     | 119         |      |       |     |     |   |   |     |  |
| Egipto               | 42,86%   | 57,14% | 0,00%   | 0,00% | 0,00%  |             | 7             | 0       | 0     | 7           |      |       |     |     |   |   |     |  |
| España               | 31,97%   | 31,01% | 34,95%  | 1,46% | 0,61%  | 60 239      | 33 758        | 224     | 1 844 | 35 826      |      |       |     |     |   |   |     |  |
| Estados Unidos       | 16,43%   | 60,23% | 22,94%  | 0,19% | 0,21%  | 11 156      | 7 266         | 16      | 161   | 7 443       |      |       |     |     |   |   |     |  |
| Francia              | 20,80%   | 51,80% | 26,60%  | 0,40% | 0,40%  | 693         | 500           | 4       | 15    | 519         |      |       |     |     |   |   |     |  |
| India                | 75,00%   | 25,00% | 0,00%   | 0,00% | 0,00%  | 8           | 4             | 2       | 0     | 6           |      |       |     |     |   |   |     |  |
| Italia               | 16,97%   | 55,17% | 26,19%  | 1,27% | 0,40%  | 5 859       | 3788          | 76      | 224   | 4088        |      |       |     |     |   |   |     |  |
| Japón                | 8,47%    | 50,85% | 37,29%  | 3,39% | 0,00%  | 196         | 59            | 0       | 0     | 59          |      |       |     |     |   |   |     |  |
| México               | 10,85%   | 84,43% | 4,72%   | 0,00% | 0,00%  | 321         | 212           | 0       | 3     | 215         |      |       |     |     |   |   |     |  |
| Países Bajos         | 14,29%   | 58,33% | 26,19%  | 0,00% | 1,19%  | 125         | 84            | 0       | 2     | 86          |      |       |     |     |   |   |     |  |
| Paraguay             | 37,35%   | 39,76% | 21,69%  | 0,00% | 0,00%  | 420         | 249           | 2       | 9     | 260         |      |       |     |     |   |   |     |  |
| Perú                 | 32,05%   | 54,58% | 11,54%  | 1,28% | 0,55%  | 1 038       | 546           | 5       | 41    | 592         |      |       |     |     |   |   |     |  |
| Reino Unido          | 21,20%   | 35,47% | 42,30%  | 0,83% | 0,21%  | 1 415       | 967           | 2       | 27    | 996         |      |       |     |     |   |   |     |  |
| Rusia                | 28,36%   | 53,73% | 17,91%  | 0,00% | 0,00%  | 151         | 67            | 0       | 1     | 68          |      |       |     |     |   |   |     |  |
| Suecia               | 38,32%   | 45,79% | 14,95%  | 0,93% | 0,00%  | 438         | 214           | 0       | 7     | 221         |      |       |     |     |   |   |     |  |
| Suiza                | 14,74%   | 25,69% | 58,94%  | 0,00% | 0,00%  | 1 151       | 794           | 0       | 24    | 818         |      |       |     |     |   |   |     |  |
| Uruguay              | 32,41%   | 52,78% | 12,96%  | 0,00% | 0,00%  | 182         | 108           | 0       | 4     | 112         |      |       |     |     |   |   |     |  |
| Total                | 68,95%   | 16,75% | 11,68%  | 1,63% | 0,99%  | 301 631     | 162 809       | 1 123   | 6 617 | 170 549     |      |       |     |     |   |   |     |  |
| Resultados Oficiales |          |        |         |       |        |             |               |         |       |             |      |       |     |     |   |   |     |  |

### Cámara de Diputados
| OFICIALISMO | OPOSICIÓN |

| 75       | 39 | 16      |
| MAS-IPSP | CC | CREEMOS |

|  | 54,73 % |

|  | 53,72 % |

|  | 29,16 % |

|  | 26,51 % |

|  | 14,06 % |

|  | 17,20 % |

|  | 1,54 % |

|  | 1,36 % |

|  | 0,50 % |

|  | 1,10 % |

|  | 0,11 % |

|  | 94,98 % |

|  | 86,93 % |

|  | 3,59 % |

|  | 4,34 % |

|  | 1,43 % |

|  | 8,74 % |

|  | 89,79 % |

|  | 89,78 % |

|  | 10,21 % |

|  | 10,22 % |

### Cámara de Senadores
| OFICIALISMO | OPOSICIÓN |

| 21       | 11 | 4       |
| MAS-IPSP | CC | CREEMOS |

|  | 54,73 % |

|  | 29,16 % |

|  | 14,06 % |

|  | 1,54 % |

|  | 0,50 % |

|  | 94,98 % |

|  | 3,59 % |

|  | 1,43 % |

|  | 89,79 % |

|  | 10,21 % |

## Reacciones

### Nacionales
- La presidenta interina transitoria Jeanine Áñez Chávez fue la primera mandataria en felicitar al candidato Luis Arce y reconocer su victoria, a la vez, Añez pidió también a Arce y a Choquehuanca que gobiernen pensando en Bolivia y en la Democracia.[78]

- El candidato presidencial Carlos Mesa Gisbert reconoció su propia derrota, señalando que los resultados habían dado un "contundente triunfo" al candidato masista Luis Arce. Días después, Mesa también felicitó al presidente electo Luis Arce y al vicepresidente electo David Choquehuanca deseándoles una exitosa gestión en beneficio de Bolivia.[79][80][81]

- El candidato presidencial Jorge "Tuto" Quiroga (quien retiró su candidatura unos días antes de las elecciones), también felicitó a Luis Arce y a David Choquehuanca y expresó que más allá de sus grandes diferencias políticas con el MAS-IPSP, aun así, les desea éxitos ante el enorme desafío económico del país.[82]

- El candidato presidencial Luis Fernando Camacho nunca felicitó a Luis Arce, pero reconoció los resultados electorales finales que daban como ganador al binomio Luis Arce y David Choquehuanca.[83]

### Internacionales

#### Sudamérica
- Argentina: El presidente de Argentina Alberto Fernández felicitó al presidente electo Luis Arce y reconoció su victoria, calificándola como «un acto de justicia frente a la agresión que sufrió el pueblo boliviano en las elecciones de 2019». Así mismo, la vicepresidenta de Argentina Cristina Fernández de Kirchner felicitó a Luis Arce y David Choquehuanca y señaló «que junto a Evo Morales, construyeron en Bolivia un gran triunfo popular». A su vez, el canciller argentino Felipe Solá celebró también la victoria de Luis Arce y expreso que la «Argentina no reconoció nunca a los golpistas transformados en gobierno de facto»  [sic].[84][85][86]
- Brasil: El presidente de Brasil Jair Bolsonaro, a través del Ministerio de Relaciones Exteriores encabezado por Ernesto Araújo, reconocieron y felicitaron el triunfo de Luis Arce y David Choquehuanca y destacaron que las elecciones bolivianas se hayan llevado «en un clima de tranquilidad y armonía del pueblo, lo cual contribuyó al éxito de los comicios electorales» además destacaron también la «actuación independendiente del Tribunal Supremo Electoral Boliviano». Así mismo, señalaron que «Brasil expresa su plena disposición de trabajar con las nuevas autoridades bolivianas para buscar la implementación de iniciativas de interés común en el ámbito de los lazos de amistad, vecindad y de cooperación que unen a Brasil y Bolivia y sus respectivos pueblos»  [sic].[87][88][89]
- Chile: El presidente de Chile Sebastián Piñera felicitó y reconoció el triunfo del candidato socialista Luis Arce señalando que «Chile trabajará con voluntad para avanzar hacia una nueva etapa en la relación bilateral con Bolivia»  [sic].[90][91]
- Ecuador: El presidente de Ecuador Lenín Moreno felicitó al presidente electo Luis Arce y al vicepresidente electo David Choquehuanca, señalando que «el pueblo boliviano, en ejercicio democrático, eligió a su presidente y que la confianza obtenida en las urnas sirva para encaminar el crecimiento económico y desarrollo de Bolivia»  [sic].[92][93][94]
- Paraguay: El presidente de Paraguay Mario Abdo Benítez felicitó por su triunfo al presidente electo Luis Arce y señaló que «Paraguay seguirá impulsando la sólida relación bilateral con Bolivia»  [sic].[95][96]
- Perú: El presidente del Perú Martín Vizcarra felicitó al presidente electo Luis Arce por su triunfo en las elecciones y le deseo éxitos en su gestión expresando que «El Perú tiene la voluntad de continuar fortaleciendo las históricas relaciones bilaterales de hermandad con Bolivia por el bienestar de ambos pueblos.»  [sic].[97][98]
- Uruguay: El presidente de Uruguay Luis Lacalle Pou brindó sus felicitaciones al presidente electo Luis Arce y la cancillería uruguaya saludó al pueblo boliviano y a las instituciones bolivianas, calificando a las elecciones «como una jornada cívica, pacífica y democrática, además de seguir profundizando las históricas relaciones bilaterales de amistad entre Uruguay y Bolivia»  [sic].[99][100]
- Venezuela: el presidente de Venezuela Nicolás Maduro Moros felicitó al presidente electo Luis Arce y al vicepresidente electo David Choquehuanca y declaró que «El pueblo boliviano unido y consciente derrotó con votos el Golpe de Estado que le dieron a Evo Morales Ayma». A su vez, el presidente de la Asamblea Nacional Constituyente de Venezuela Diosdado Cabello felicitó a Arce y afirmó que «se siente una brisa bolivariana "dando vueltas" por la región» y señaló también a la vez que «los venezolanos "sienten un profundo amor" hacia los bolivianos». Así mismo, el canciller venezolano Jorge Arreaza felicitó también a Luis Arce y declaró que «con votos y paz, el pueblo boliviano retomó el poder político del que fue desplazado por la fuerza hace un año atrás en 2019»  [sic].[101][102]

#### Centroamérica y el Caribe
- Cuba: El presidente de Cuba Miguel Díaz-Canel felicitó al Movimiento al Socialismo (MAS-IPSP) por la victoria de su candidato Luis Arce y señaló que «El MAS ha recuperado en las urnas el poder que le fue usurpado por la oligarquía en complicidad con Estados Unidos y la Organización de Estados Americanos (OEA)»  [sic].[103]
- Honduras: El presidente de Honduras Juan Orlando Hernández envió  sus felicitaciones a Luis Arce a través de la Secretaría de Relaciones Exteriores de Honduras, en donde destacó que en las elecciones bolivianas «se vio reflejado la “voluntad democrática del pueblo” al elegir a Luis Alberto Arce Catacora como su presidente» y su a vez el canciller Lisandro Rosales Banegas expresó «el compromiso del gobierno hondureño, de continuar fortaleciendo los lazos de amistad entre Bolivia y Honduras que por muchos años han unido a ambos pueblos.»  [sic].[104][105]
- Nicaragua: El presidente de Nicaragua Daniel Ortega y su esposa la vicepresidenta de Nicaragua Rosario Murillo felicitaron al presidente electo Luis Arce, además de «expresar y compartir la alegría del pueblo boliviano, que ha visto triunfar sus sueños y anhelos de paz, democracia, en dignidad, libertad y fraternidad»  [sic].[106][107]
- Panamá: El presidente de Panamá Laurentino Cortizo extendió sus felicitaciones al presidente electo Luis Arce y al vicepresidente electo David Choquehuanca, enviando un saludo al pueblo boliviano y a la vez calificando a las elecciones bolivianas como una «celebración democrática»  [sic].[108][109]
- República Dominicana: El presidente de República Dominicana Luis Abinader Corona envió sus felicitaciones a Luis Arce a través del canciller dominicano Roberto Álvarez Gil, el cual declaró que el «gobierno dominicano felicita al presidente electo de Bolivia Luis Arce, del Movimiento al Socialismo (MAS), por su contundente triunfo en elecciones bolivianas» de la misma forma señaló que «El pueblo boliviano se expresó a través de elecciones libres, justas y transparentes; ahora toca la reconciliación nacional»  [sic].[110][111]

#### Norteamérica
- Estados Unidos: El gobierno del presidente de Estados Unidos Donald Trump a través del secretario de Estado Mike Pompeo felicitó y reconoció el triunfo legítimo del presidente electo Luis Arce y del vicepresidente electo David Choquehuanca, enviándoles saludos a ambos y señalando que «Estados Unidos ha respaldado consistentemente el derecho del pueblo boliviano a elegir libremente a su gobierno en elecciones creibles», así también Pompeo declaró que «el Gobierno de los Estados Unidos espera y esta dispuesto a trabajar con el nuevo gobierno boliviano por la paz y la prosperidad del Hemisferio»  [sic].[112][113][114][115] Así mismo, el subsecretario de Estado para Asuntos del Hemisferio Occidental (Latinoamérica) Michael Kozak también felicitó a Luis Arce y prometió trabajar con el nuevo presidente tanto el ámbito económico como también en los ámbitos de derechos humanos y libertad de prensa.[116]
- México: El presidente de México Andrés Manuel López Obrador felicitó el triunfo del presidente electo Luis Arce y declaró que «México celebra que un grave conflicto se haya resuelto por la vía pacífica y democrática», así mismo envió también sus saludos a todo el pueblo boliviano, a las organizaciones sociales e indígenas, así como también a Evo Morales Ayma y al Movimiento al Socialismo (MAS-IPSP). A su vez el secretario de Relaciones Exteriores Marcelo Ebrard extendió también sus felicitaciones a Luis Arce y señaló que «pueblo boliviano dio una contundente lección en defensa de su autodeterminación y su democracia perdurará en nuestro continente.»  [sic].[117][118]

#### Europa
- Alemania: La canciller de Alemania Angela Merkel felicitó y reconoció el triunfo del candidato masista Luis Arce y señaló que «Alemania ofrecerá un "apoyo activo" a Bolivia, para que pueda superar las profundas consecuencias económicas y sociales, producto de la pandemia mundial del Coronavirus». Así mismo, Merkel también recordó que «Alemania y Bolivia cuidan desde hace muchos años sus relaciones bilaterales de amistad» y a la vez expresó que su país «desea mantener la cooperación con Bolivia, especialmente en las áreas de desarrollo económico, en la protección de los derechos humanos, en el reforzamiento de la democracia boliviana y en la protección contra el cambio climático»  [sic].[119][120]
- España: El presidente del Gobierno de España Pedro Sánchez felicitó al presidente electo Luis Arce y reconoció su firme victoria electoral, afirmando que «el pueblo boliviano ha apostado claramente por un proyecto socialista y por recuperar la normalidad democrática». Sánchez también declaró que tanto Arce como el Movimiento al Socialismo (MAS-IPSP) de Evo Morales Ayma «pueden trabajar por el futuro de estabilidad y prosperidad que tanto desea Bolivia». Así mismo, el vicepresidente segundo del Gobierno Español Pablo Iglesias Turrión celebró también el triunfo de Luis Arce y expresó que «la nueva victoria histórica del Movimiento al Socialismo es una lección ciudadana al golpismo»  [sic].[121][122][123]
- Francia: el presidente de Francia Emmanuel Macron envió a nombre del pueblo francés sus «más calurosas felicitaciones al presidente electo Luis Arce Catacora deseándole muchos éxitos en sus futuras responsabilidades como primer mandatario del Estado Plurinacional de Bolivia». Así mismo, Macron expresó que «Francia desea continuar acompañando la modernización de Bolivia a través de los proyectos de la Agencia Francesa de Desarrollo (AFD) así como también en las áreas de transporte y defensa nacional»  [sic].[124][125][126][127][128]
- Reino Unido: El primer ministro del Reino Unido Boris Johnson a través del embajador británico en Bolivia Jeff Glekin, hizo llegar sus felicitaciones a Luis Arce por su victoria en los comicios y señaló que «El Reino Unido está comprometido a fortalecer su relación bilateral con Bolivia y esperando trabajar con el nuevo presidente electo en importantes cuestiones internacionales, como el comercio entre ambos países, el cambio climático y la salud global.»  [sic].[129][130]
- Rusia: El presidente de Rusia Vladímir Putin felicitó al presidente electo Luis Arce Catacora y le «prometió retomar el desarrollo y la cooperación bilateral constructiva entre ambos países». A su vez la portavoz del Ministerio de Asuntos Exteriores Ruso María Zajárova felicito también al futuro presidente de Bolivia, calificando las «elecciones bolivianas como pacíficas y democráticas». Así mismo, Zajárova también señaló que «Rusia esta dispuesta a estrechar el diálogo político y la cooperación comercial y económica con Bolivia, así como también las inversiones mutuamente beneficiosas en los ámbitos de combustibles y energía, ciencia y tecnología, agricultura, educación, cultura, cuestiones humanitarias, así como en otras esferas que representen el interés mutuo entre ambos pueblos de Rusia y Bolivia»  [sic].[131][132]

#### Asia
- China: El presidente de la República Popular China Xi Jinping a través del vocero del Ministerio de Relaciones Exteriores chino Zhao Lijian, extendió sus más sinceras felicitaciones al presidente electo Luis Arce Catacora y expresó que «China mantiene buenas relaciones de cooperación con Bolivia desde hace mucho tiempo. Esperamos y creemos que las relaciones bilaterales entre ambos países logren mayores avances en el futuro para beneficio de ambos pueblos»  [sic].[133][134]
- Irán: El presidente de la República Islámica de Irán Hasán Rohaní a través del vocero del ministerio de relaciones exteriores iraní Saeed Khatibzadeh, hizo llegar sus felicitaciones a Luis Arce y al pueblo boliviano, señalando que las elecciones bolivianas se realizaron en «un ambiente tranquilo y con una notable participación electoral». A la vez mencionó también que «Irán ve un buen augurio en la restauración de la democracia en Bolivia y el poder de los verdaderos representantes del pueblo boliviano después de un año de tensiones, además de expresar el pleno apoyo al gobierno electo y la disposición para reactivar la cooperación y fortalecer los lazos de amistad entre ambos pueblos de Irán y Bolivia»  [sic].[135][136][137]

#### Organismos internacionales
- Organización de las Naciones Unidas (ONU): El secretario general de la Organización de las Naciones Unidas (ONU) Antonio Guterres envió sus felicitaciones a Luis Arce Catacora y al pueblo boliviano «por la jornada electoral del 18 de octubre, celebrada en un entorno pacífico y con una alta participación ciudadana»  [sic].[138]
- Unión Europea (UE): El alto representante de la Unión para Asuntos Exteriores y Política de Seguridad de la Unión Europea Josep Borell reconoció los resultados de las elecciones y felicitó al pueblo boliviano, señalando que «La Unión Europea está al lado de Bolivia en estos momentos tan importantes y apoyará en la medida necesaria el nuevo comienzo democrático del país»  [sic].[139][140]
- Organización de los Estados Americanos (OEA): El secretario general de la OEA Luis Almagro reconoció el triunfo electoral del presidente electo Luis Arce y del vicepresidente electo David Choquehuanca, deseándoles éxito en sus labores futuras. Almagro también anunció que él estaba seguro «que desde la democracia, los bolivianos sabrán forjar un futuro brillante para su país»  [sic].[141][142]